# San Bernardino, Texcoco
San Bernardino är en ort i Mexiko, tillhörande kommunen Texcoco i delstaten Mexiko. San Bernardino ligger i den centrala delen av landet och tillhör Mexico Citys storstadsområde. Orten hade 5 667 invånare vid folkräkningen 2010.